# Oberwil TG
| TG ist das Kürzel für den Kanton Thurgau in der Schweiz. Es wird verwendet, um Verwechslungen mit anderen Einträgen des Namens Oberwil zu vermeiden. |

Oberwil ist eine ehemalige Ortsgemeinde und eine Siedlung der Gemeinde Gachnang im Bezirk Frauenfeld des Kantons Thurgau in der Schweiz.

## Geographie
Oberwil liegt an einem sanften Abhang zwischen Frauenfeld und Gachnang.

## Gemeindereform 1998
1816 bis 1997 bildeten Mesenriet, Oberwil und Rosenhuben die zur Munizipalgemeinde Gachnang gehörende Ortsgemeinde Oberwil. Am 1. Januar 1998 fusionierte die Ortsgemeinde Niederwil im Rahmen der Thurgauer Gemeindereform zur politischen Gemeinde Gachnang. Gleichzeitig wurden die Ortsteile Zelgli und Schönenhof von der Ortsgemeinde Oberwil abgetrennt und in die Einheitsgemeinde Frauenfeld eingemeindet.

## Geschichte

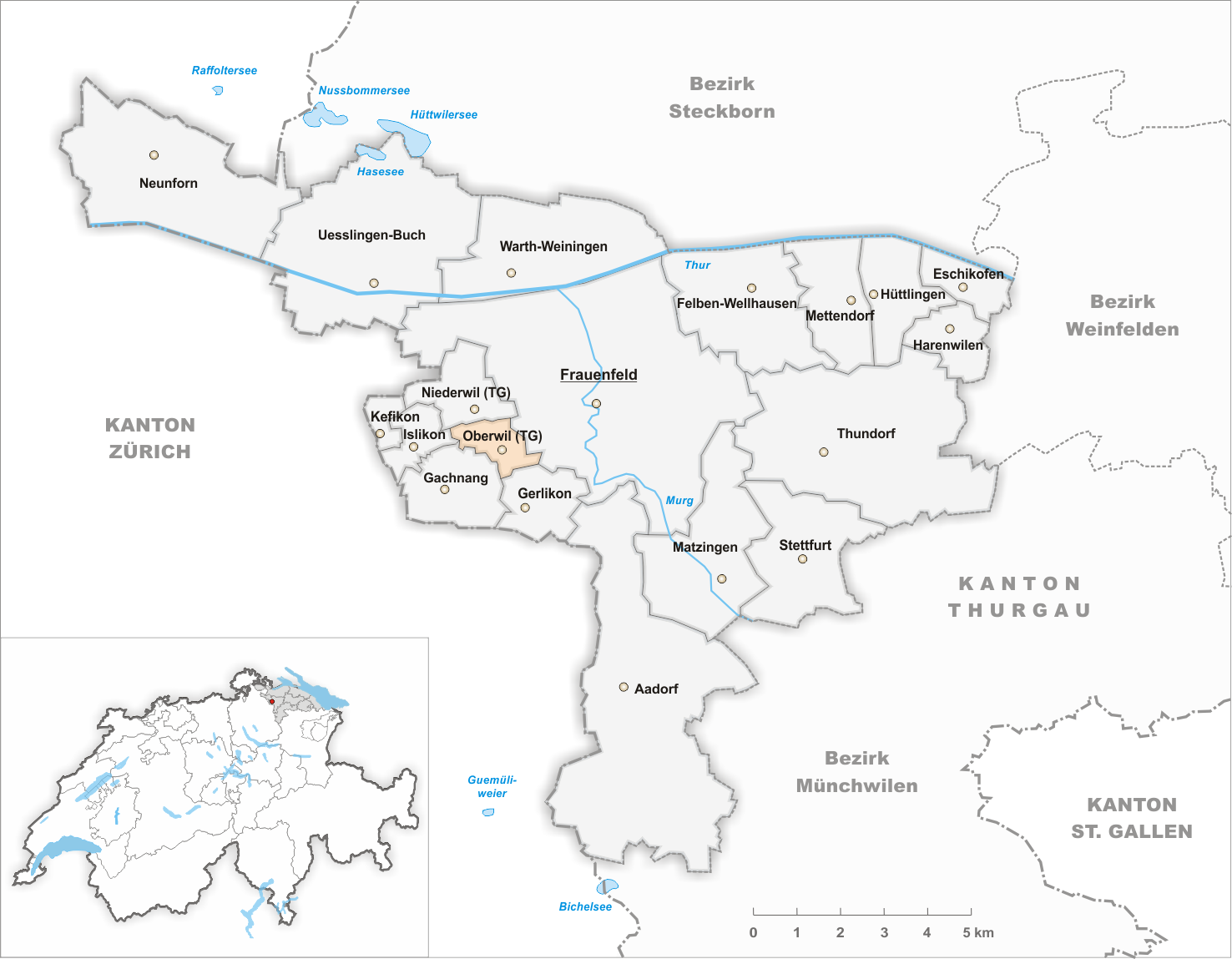
Gemeindestand vor der Fusion im Jahr 1998

Der Ort wurde 1297 als Obernwile erstmals erwähnt, als Herzog Albrecht I. von Österreich 1297 dem Vogt Jakob Hofmeister von Frauenfeld gestattete, einen Hof in Oberwil an das Kloster Töss zu verkaufen. 1345 verlieh der Abt von Reichenau zwei Höfe in Oberwil an Hans von Gachnang. Später gehörte Oberwil zum Reichenauer Amt Frauenfeld. Nach 1460 kam Oberwil zur Stadt Frauenfeld und war bis 1798 deren Vogt in Strass unterstellt. Kirchlich teilte Oberwil stets das Schicksal der Pfarrei Gachnang.
Die Einwohner betrieben Acker-, Wiesen- und Obstbau. Nach 1920 entwickelte sich das Bauerndorf zu einer Agglomerationsgemeinde von Frauenfeld.

## Bevölkerung
| Jahr         | 1850  | 1900  | 1950  | 1990  | 2000  | 2010  | 2018  |
| Ortsgemeinde | 218   | 186   | 205   | 399   |       |       |       |
| Siedlung     |       |       |       |       | 55    | 61    | 60    |
| Quelle       | [ 2 ] | [ 2 ] | [ 2 ] | [ 2 ] | [ 3 ] | [ 4 ] | [ 5 ] |

## Sehenswürdigkeiten
Zwei ehemalige Speicher sind in der Liste der Kulturgüter in Gachnang aufgeführt.